# Ernie Tapai
Ernie Tapai (Perth, 14 de Fevereiro de 1967) e um ex-jogador de futebol australiano, que atuava como meia.

## Carreira
Jogava no meio campo, Tapai iniciou no Footscray JUST com dezoito anos na NSL. Em 1992, Tapai foi para o Stoke City de Inglaterra. Teve mais jogos em Portugal com o Grupo Desportivo Estoril Praia, onde marcou o seu único golo contra o Benfica, volta outra vez para a NSL. Acaba a sua carreira em Singapura com os Home United e Clementi Khalsa.

## Seleção
Tapai jogou 52 vezes em vários escalões e 37 vezes pela selecção nacional da Austrália entre 1986 e 1998. Fez parte da equipa Socceroos que ficou em segundo lugar da Copa das Confederações de 1997.

## Títulos
Austrália
- Copa das Nações da OFC: 1996
- Copa das Confederações: Vice - 1997